# 리처드 애버던
리처드 애버던(영어: Richard Avedon, 1923년 5월 15일 ~ 2004년 10월 1일)은 미국의 패션·인물 전문 사진가이다.